# 수영 혼계영 400m 세계 기록 추이
수영 세계 기록은 국제 수영 연맹(FINA)이 공인하고 관리한다. 기록은 롱 코스(50m)와 쇼트 코스(25m)별로 남여로 나뉘어 집계된다. 쇼트 코스의 세계 기록은 1991년 3월 3일부터 공인되기 시작했다.
다음은 혼계영 400m 세계 기록 추이이다.

## 남자

### 롱 코스
| #  | 시간        | 차이 | 선수                                                                                       | 나라           | 날짜         | 대회명                                | 개최 도시             | 경기장                                | 주석 및 기타 | 동영상 |
| 1  | 4분 39초 2  |      | Gustaf Hellsing Lennart Brock Roy Dahl Hakan Westesson                                     | 스웨덴         | 1953. 02. 22 |                                       | 스웨덴 헬싱보리       |                                       |              |        |
| 2  | 4분 32초 2  |      | Gilbert Bozon Pierre Dumesnil Maurice Lusien 알렉스 자니                                   | 프랑스         | 1953. 03. 22 |                                       | 벨기에 샤를루아       |                                       |              |        |
| 3  | 4분 31초 5  |      | A. Violas Pierre Dumesnil Julian Arene Aldo Eminente                                       | 프랑스         | 1953. 04. 01 |                                       | 프랑스 트루아         |                                       |              |        |
| 4  | 4분 30초 8  |      | 예란 라르손 Per-Olof Östrand                                                               | 스웨덴         | 1953. 04. 17 |                                       | 스웨덴 Lund           |                                       |              |        |
| 5  | 4분 27초 8  |      | Gustaf Hellsing Lennart Brock 예란 라르손 Per-Olof Östrand                                 | 스웨덴         | 1953. 04. 24 |                                       | 스웨덴 보로스         |                                       |              |        |
| 6  | 4분 24초 8  |      | V. Lopatine 블라디미르 미나시킨 P. Skripchenkov 레프 발란딘                                | 소련           | 1953. 03. 13 |                                       | 소련 모스크바         |                                       |              |        |
| 7  | 4분 21초 3  |      | V. Soloviev 블라디미르 미나시킨 P. Skripchenkov 레프 발란딘                                | 소련           | 1954. 01. 26 |                                       | 소련 모스크바         |                                       |              |        |
| 8  | 4분 19초 0  |      | V. Soloviev 블라디미르 미나시킨 P. Skripchenkov 레프 발란딘                                | 소련           | 1954. 02. 24 |                                       | 스웨덴 스톡홀름       |                                       | [ 1 ]        |        |
| 9  | 4분 14초 8  |      | G. Kuvaldin 블라디미르 미나시킨 블라디미르 스트루자노프 레프 발란딘                        | 소련           | 1956. 08. 14 | Olympic Trials                        | 소련 모스크바         |                                       | [ 2 ]        |        |
| 10 | 4분 17초 8  |      | 이시하라 가쓰키 (1:01.2) 후루카와 마사루 도미타 가즈오 이시모토 다케시                     | 일본           | 1957. 09. 07 | All-Japan Student Championships       | 일본 도쿄             |                                       | [ 3 ]        |        |
| 11 | 4분 17초 2  |      | 하세 게이지 이시모토 다카시 후루카와 마사루 고가 마나부                                    | 일본           | 1958. 05. 28 | Asian Games                           | 일본 도쿄             |                                       |              |        |
| 12 | 4분 16초 7  |      |                                                                                            | 일본           | 1958. 06. 29 |                                       | 미국 로스앤젤레스     |                                       |              |        |
| 13 | 4분 14초 2  | (yd) | 존 몽크턴 테리 개더콜 브라이언 윌킨슨 존 데빗                                              | 오스트레일리아 | 1958. 07. 25 | British Empire and Commonwealth Games | 영국 카디프           |                                       | [ 4 ]        |        |
| 14 | 4분 10초 4  |      | 존 몽크턴 테리 개더콜 브라이언 윌킨슨 존 데빗                                              | 오스트레일리아 | 1958. 08. 22 |                                       | 일본 오사카           |                                       | [ 5 ]        |        |
| 15 | 4분 09초 2  |      | 프랭크 매키니 Chet Jastremski 마이크 트로이 피터 신츠                                      | 미국           | 1960. 07. 24 |                                       | 미국                  | Toledo, Ohio                          |              |        |
| 16 | 4분 08초 2  |      | 로버트 베넷 폴 헤이트 데이비드 길랜더스 스티븐 클라크                                      | 미국           | 1960. 08. 27 | Olympic Games                         | 이탈리아 로마         |                                       |              |        |
| 17 | 4분 05초 4  |      | 프랭크 매키니 폴 헤이트 랜스 라슨 제프 패럴                                                | 미국           | 1960. 09. 01 | Olympic Games                         | 이탈리아 로마         |                                       | [ 6 ]        |        |
| 18 | 4분 03초 0  |      | 톰 스톡 Chet Jastremski Lary Schulhof 피터 신츠                                            | 미국           | 1961. 08. 20 |                                       | 미국 로스앤젤레스     |                                       |              |        |
| 19 | 4분 01초 6  |      | 톰 스톡 Chet Jastremski 프레드 슈밋 피터 신츠                                              | 미국           | 1962. 08. 12 |                                       | 미국 카이어호가폴스   |                                       |              |        |
| 20 | 4분 00초 1  |      | Richard McGeagh 빌 크레이그 월터 리처드슨 스티븐 클라크                                    | 미국           | 1963. 08. 24 |                                       | 일본 오사카           |                                       |              |        |
| 21 | 3분 58초 4  |      | 톰 맨 (59.6 WR) 빌 크레이그 (1:09.6) 프레드 슈밋 (56.8) 스티븐 클라크 (52.4)               | 미국           | 1964. 10. 16 | 제18회 하계 올림픽                    | 일본 도쿄             | 국립 요요기 경기장 제1체육관          | [ 7 ]        |        |
| 22 | 3분 57초 2  |      | 찰스 힉콕스 (59.1 WR) 켄 머튼 더그 러셀 켄 월시                                            | 미국           | 1967. 08. 31 | Universiade                           | 일본 도쿄             |                                       |              |        |
| 23 | 3분 56초 5  |      | 롤란트 마테스 에곤 헤닝거 호르스트퀸터 그레고어 프랑크 비간트                              | GDR            | 1967. 11. 07 |                                       | GDR 라이프치히        |                                       |              |        |
| 24 | 3분 54초 9  |      | 찰스 힉콕스 돈 매켄지 더그 러셀 켄 월시                                                    | 미국           | 1968. 10. 26 | 제19회 하계 올림픽                    | 멕시코 멕시코 시      | 알베르카 올림피카 프란시스코 마르케스 | [ 8 ]        |        |
| 25 | 3분 54초 4  |      | 롤란트 마테스 클라우스 카추어 우도 포저 루츠 웅거                                          | GDR            | 1970. 09. 08 | European Championships                | 스페인 바르셀로나     |                                       |              |        |
| 26 | 3분 50초 4  |      | 찰스 캠벨 피터 달버그 마크 스피츠 Jerry Heidenreich                                        | 미국           | 1971. 09. 03 | GDRvUSA Duel                          | GDR 라이프치히        |                                       |              |        |
| 27 | 3분 48초 16 |      | 마이크 스탬 (57.97) 토머스 브루스 (1:04.22) 마크 스피츠 (54.28) Jerry Heidenreich 51.69    | 미국           | 1972. 09. 04 | Olympic Games                         | 서독 뮌헨             |                                       |              |        |
| 28 | 3분 47초 28 |      | 피터 로카 크리스 우 조지프 보텀 잭 배버쇼프                                                | 미국           | 1976. 07. 22 | Olympic Games                         | 캐나다 몬트리올       |                                       |              |        |
| 29 | 3분 42초 22 |      | 존 네이버 (55.89) John Hencken (1:02.50) 맷 보글 (54.26) 짐 몽고메리 (49.57)               | 미국           | 1976. 07. 22 | Olympic Games                         | 캐나다 몬트리올       |                                       |              |        |
| 30 | 3분 40초 84 |      | 릭 캐리 Steve Lundquist 맷 그리블 라우디 게인스                                            | 미국           | 1982. 08. 07 | World Championships                   | 에콰도르 Guayaquil    |                                       |              |        |
| 31 | 3분 40초 42 |      | 릭 캐리 Steve Lundquist 맷 그리블 라우디 게인스                                            | 미국           | 1983. 08. 22 | Pan American Games                    | VEN 카라카스          |                                       |              |        |
| 32 | 3분 39초 30 |      | 릭 캐리 (55.41) Steve Lundquist (1:01.86) 파블로 모랄레스 (52.87) 라우디 게인스 (49.16)    | 미국           | 1984. 08. 04 | Olympic Games                         | 미국 로스앤젤레스     |                                       |              |        |
| 33 | 3분 38초 28 |      | 릭 캐리 존 모펏 파블로 모랄레스 맷 비온디 (47.84)                                          | 미국           | 1985. 08. 18 | Pan Pacific Championships             | 일본 도쿄             |                                       | [ 9 ]        |        |
| 34 | 3분 36초 93 |      | 데이비드 버코프 (54.56) Rick Schroeder (1:01.64) 맷 비온디 (52.38) 크리스 제이컵스 (48.35) | 미국           | 1988. 09. 25 | Olympic Games                         | 대한민국 서울         |                                       | [ 10 ]       |        |
| 34 | 3분 36초 93 |      | Jeff Rouse (53.86 WR) Nelson Diebel (1:01.45) 파블로 모랄레스 (52.83) 존 올슨 (48.79)      | 미국           | 1992. 07. 31 | Olympic Games                         | 스페인 바르셀로나     |                                       | [ 11 ]       |        |
| 35 | 3분 34초 84 |      | Jeff Rouse (53.95) 제러미 린 (1:00.32) 마크 헨더슨 (52.39) 게리 홀 주니어 (48.18)          | 미국           | 1996. 07. 28 | Olympic Games                         | 미국 애틀랜타         |                                       |              |        |
| 36 | 3분 33초 73 |      | 레니 크레이젤버그 (53.87) 에드 모지스 (59.84) 이언 크로커 (52.10) 게리 홀 주니어 (47.92)   | 미국           | 2000. 09. 23 | Olympic Games                         | 오스트레일리아 시드니 |                                       | [ 12 ]       |        |
| 37 | 3분 33초 48 |      | 에런 피어솔 (54.17) 브렌던 핸슨 (1:00.14) 마이클 펠프스 (51.13) 제이슨 리잭 (48.04)        | 미국           | 2002. 08. 29 | Pan Pacific Championships             | 일본 요코하마         |                                       |              |        |
| 38 | 3분 31초 54 |      | 에런 피어솔 (53.71) 브렌던 핸슨 (59.61) 이언 크로커 (50.39) 제이슨 리잭 (47.83)            | 미국           | 2003. 07. 27 | World Championships                   | ESP 바르셀로나        |                                       | [ 13 ]       |        |
| 39 | 3분 30초 68 |      | 에런 피어솔 (53.45 WR) 브렌던 핸슨 (59.37) 이언 크로커 (50.28) 제이슨 리잭 (47.58)         | 미국           | 2004. 08. 21 | Olympic Games                         | 그리스 아테네         |                                       | [ 14 ]       |        |
| 40 | 3분 29초 34 |      | 에런 피어솔 (53.16) 브렌던 핸슨 (59.27) 마이클 펠프스 (50.15) 제이슨 리잭 (46.76)          | 미국           | 2008. 08. 17 | Olympic Games                         | 중화인민공화국 베이징 |                                       | [ 15 ]       |        |
| 41 | 3분 27초 28 |      | 에런 피어솔 (52.19) 에릭 섄토 (58.57) 마이클 펠프스 (49.72) 데이비드 월터스 (46.80)        | 미국           | 2009. 07. 12 | World Championships                   | 이탈리아 로마         |                                       |              |        |

### 쇼트 코스
| #  | 시간        | 차이 | 선수 | 나라           | 날짜                                                     | 대회명                         | 개최 도시               | 경기장             | 주석 및 기타 | 동영상 |
| 1  | 3분 34초 86 |      | Mark Tewksbury (52.50 WBT) 존 클리블랜드 톰 폰팅 Gary Vandermeulen                                            | 캐나다         | 1992. 02. 22                                             | CAN SC Nationals               | 캐나다 위니펙           |                    |              |        |
| 2  | 3분 32초 57 |      | 트립 슈웽크 (053.24) 세스 밴니어든 (59.43) 마크 헨더슨 (52.20) 존 올슨 (47.70)                                | 미국           | 1993. 12. 02                                             | World SC Championships         | 스페인 팔마데마요르카   |                    |              |        |
| 3  | 3분 30초 91 |      | 에이드리엄 래들리 (52.28) 라이언 미첼 (59.68) 제프 휴길 (51.10) 마이클 클림 (47.85)                           | 오스트레일리아 | 1996. 12. 23                                             | AUS SC Nationals               | 오스트레일리아 멜버른   |                    |              |        |
| 4  | 3분 30초 66 |      | 에이드리엄 래들리 (52.72) 필 로저스 (59.39) 제프 휴길 (51.35) 마이클 클림 47.20                               | 오스트레일리아 | 1997. 04. 17                                             | World SC Championships         | 스웨덴 예테보리         |                    |              |        |
| 5  | 3분 29초 88 |      | 맷 웰시 (53.34) 필 로저스 (59.47) 마이클 클림 (50.69) 크리스 피들러 (46.38)                                   | 오스트레일리아 | 1999. 04. 04                                             | World SC Championships         | 홍콩                    |                    |              |        |
| 6  | 3분 29초 00 |      | 에런 피어솔 (52.17) 데이비드 데니스턴 (58.56) 피터 마셜 (51.93) 제이슨 리잭 (46.34)                           | 미국           | 2002. 04. 07                                             | World SC Championships         | 러시아 모스크바         |                    | [ 16 ]       |        |
| 7  | 3분 28초 12 | (tt) | 맷 웰시 (50.95) 짐 파이퍼 (59.44) 제프 휴길 (50.61) 애슐리 캘러스 (47.12)                                     | 오스트레일리아 | 2002. 09. 04                                             | AUS SC Nationals               | 오스트레일리아 멜버른   |                    | [ 17 ]       |        |
| 8  | 3분 25초 38 |      | 에런 피어솔 (51.28) 브렌던 핸슨 (57.82) 이언 크로커 (48.62) 개릿 웨버게일 (47.66)                             | 미국           | 2004. 03. 25                                             | NCAA Championships             | 미국 이스트메도         |                    |              |        |
| 9  | 3분 25초 09 |      | 에런 피어솔 (51.35) 브렌던 핸슨 (57.42) 이언 크로커 (49.76) 제이슨 리잭 (46.56)                               | 미국           | 2004. 10. 11                                             | World SC Championships         | 미국 인디애나폴리스     |                    | [ 18 ]       |        |
| 10 | 3분 24초 29 |      | 스타니슬라프 도네츠 (50.57) 세르게이 게이벨 (57.93) 예브게니 코로티시킨 (49.39) 알렉산드르 수호루코프 (46.40) | 러시아         | date = 틀:Dts 오류: '2008. 04.'는 유효한 연도가 아닙니다 | World SC Championships         | 영국 맨체스터           |                    | [ 19 ]       |        |
| 11 | 3분 23초 33 |      | 제이크 탭 (50.60) 폴 콘펠드 (57.18) Joe Bartoch (50.18) 브렌트 헤이든 (45.37)                                 | 캐나다         | 2009. 08. 09                                             | British Gas SC Grand Prix      | 영국 리즈               |                    |              |        |
| 12 | 3분 20초 71 |      | 닉 토먼 (48.94) 마크 갱글로프 (57.03) 마이클 펠프스 (49.93) 네이선 에이드리언 (44.81)                         | 미국           | 2009. 12. 18                                             | 듀얼 인 터 풀                  | 영국 맨체스터           | 맨체스터 수영 센터 |              |        |
| 13 | 3분 19초 16 |      | 스타니슬라프 도네츠 (49.63) 세르게이 게이벨 (56.43) 예브게니 코로티시킨 (48.35) 다닐라 이조토프 (44.75)       | 러시아         | 2009. 12. 20                                             | Vladimir Salnikov Swimming Cup | 러시아 상트페테르부르크 | [ 20 ]             |              |        |

## 여자

### 롱 코스
| #  | 시간         | 차이 | 선수                                                                                               | 나라           | 날짜                                                   | 대회명                                | 개최지                  | 경기장                  | 주석 및 기타 | 동영상 |
| 1  | 5분 10초 8   |      | 후녀드피 머그더 킬레르먼 클러러 세케이 에버 젠게 벌레리어                                          | 헝가리         | 1953. 07. 24                                           |                                       | 헝가리 부다페스트       |                         |              |        |
| 2  | 5분 09초 2   |      | 후녀드피 머그더 킬레르먼 클러러 세케이 에버 젠게 벌레리어                                          | 헝가리         | 1953. 08. 10                                           |                                       | 루마니아 부쿠레슈티     |                         |              |        |
| 3  | 5분 07초 8   |      | 테메시 유디트 킬레르먼 클러러 리토메리츠키 마리어 쇠케 카탈린                                      | 헝가리         | 1954. 08. 03                                           |                                       | 헝가리 부다페스트       |                         |              |        |
| 4  | 5분 06초 2   |      | 마리엘렌 앙드레 프랑수아즈 드로믈레르 오데트 뤼지앵 Josette Arene                                  | 프랑스         | 1954. 08. 16                                           |                                       | 프랑스 마르세유         |                         |              |        |
| 5  | 5분 02초 1   |      | 요커 더코르터 (1:13.0) 리카 브라윈스 (1:23.4) 메리 콕 (1:20.3) 헤이르티어 빌레마 (1:05.4)          | 네덜란드       | 1954. 11. 27                                           |                                       | 네덜란드 로테르담       |                         | [ 21 ]       |        |
| 6  | 5분 00초 1   |      | 요피 판알펀 리카 브라윈스 아시 포르베이 헤티 발케넨더                                              | 네덜란드       | 1955. 07. 17                                           |                                       | 프랑스 파리             |                         | [ 22 ]       |        |
| 7  | 4분 57초 8   |      | 퍼요르 에버 세케이 에버 세케이 립시머 쇠케 카탈린                                                  | 헝가리         | 1955. 09. 03                                           |                                       | 헝가리 부다페스트       |                         | [ 22 ]       |        |
| 8  | 4분 54초 3   |      | 레니 더네이스 리타 크론 아시 포르베이 흐레이트여 크란                                              | 네덜란드       | 1956. 11. 19                                           |                                       | 네덜란드 힐베르쉼       |                         | [ 22 ]       |        |
| 9  | 4분 53초 1   |      | 요커 더코르터 아다 덴한 티네커 라헤르베르흐 코키 하스텔라르스                                      | 네덜란드       | 1956. 12. 08                                           |                                       | 네덜란드 Zwolle         |                         |              |        |
| 10 | 4분 57초 0   | (yd) | 흐레이트여 크란 아다 덴한 아시 포르베이 코키 하스텔라르스                                          | 네덜란드       | 1957. 03. 18                                           | GBRvNED International                 | 영국 블랙풀             |                         | [ 23 ]       |        |
| 11 | 4분 54초 0   | (yd) | 주디 그리넘 (1:10.9) Anita Lonsbrough (1:23.3) Chris Gosden (1:14.2) 다이애나 윌킨슨 (1:04.6)      | 영국           | 1958. 07. 25                                           | British Empire and Commonwealth Games | 영국 카디프             |                         | [ 24 ]       |        |
| 12 | 4분 52초 9   |      | 레니 더네이스 아다 덴한 아시 포르베이 코키 하스텔라르스                                            | 네덜란드       | 1958. 09. 05                                           | European Championships                | 헝가리 부다페스트       |                         | [ 25 ]       |        |
| 13 | 4분 51초 5   |      | 리아 판펠선 (1:11.7) 아다 덴한 티네커 라헤르베르흐 코키 하스텔라르스                               | 네덜란드       | 1959. 07. 26                                           | NEDvGBR International Meet            | 네덜란드 발베이크       |                         | [ 26 ]       |        |
| 14 | 4분 44초 6   |      | Carin Cone 앤 밴크로프트 베키 콜린스 크리스틴 본 살차                                              | 미국           | 1959. 09. 08                                           | 1959 Pan American Games               | 미국 시카고             |                         | [ 27 ]       |        |
| 15 | 4분 41초 1   |      | 린 버크 패티 켐프너 캐럴린 슐러 크리스틴 본 살차                                                   | 미국           | 1960. 09. 02                                           | Olympic Games                         | 이탈리아 로마           |                         |              |        |
| 16 | 4분 40초 1   |      | 잉그리트 슈미트 하이디 페히슈타인 우테 노아크 바르바라 고벨                                        | GDR            | 1962. 08. 23                                           | European Championships                | GDR 라이프치히          |                         | [ 28 ]       |        |
| 17 | 4분 39초 1   |      | 마리아 판펠선 (1:12.2) 클레니 비몰트 (1:18.0) 아다 콕 (1:05.4) 에리카 테르프스트라 (1:03.5)        | 네덜란드       | 1964. 01. 28                                           | NEDvGBR International Meet            | 네덜란드 흐로닝언       |                         | [ 29 ]       |        |
| 18 | 4분 38초 1   |      | Donna de Varona Claudia Kolb Judy Haroun 포키 왓슨                                                 | 미국           | 1964. 07. 04                                           |                                       | 미국 로스앤젤레스       |                         |              |        |
| 19 | 4분 34초 6   |      | 캐시 퍼거슨 Cynthia Goyette 마사 랜들 캐슬린 엘리스                                                | 미국           | 1964 09. 28                                            | Pre Olympic                           | 미국 로스앤젤레스       |                         |              |        |
| 20 | 4:33.9       |      | 캐시 퍼거슨 Cynthia Goyette 샤론 스타우더 캐슬린 엘리스                                            | 미국           | 1964. 10. 18                                           | Olympic Games                         | 일본 도쿄               |                         |              |        |
| 21 | 4분 30초 0   |      | 켄디스 무어 케이티 볼 엘리 대니얼 웬디 포다이스                                                    | 미국           | 1967. 07. 30                                           | Pan American Games                    | 캐나다 위니펙           |                         |              |        |
| 22 | 4분 28초 1   |      | 케이 홀 케이티 볼 엘리 대니얼 수전 피더슨                                                          | 미국           | 1968. 09. 14                                           | Pre Olympic                           | 미국 콜로라도스프링스   |                         |              |        |
| 23 | 4분 27초 4   |      | 수전 애투드 킴 브렉트 앨리스 존스 신디 실링                                                        | 미국           | 1970. 09. 01                                           |                                       | 일본 도쿄               |                         |              |        |
| 24 | 4분 27초 3   |      | 수전 애투드 Claudia Clevenger 엘리 대니얼 린다 존슨                                                | 미국           | 1971. 09. 11                                           | URSvUSAvGBR meet                      | 소련 민스크             |                         |              |        |
| 25 | 4분 25초 34  |      | 수전 애투드 린 비달리 엘리 대니얼 제인 바크먼                                                      | 미국           | 1972. 08. 18                                           | Pre Olympic                           | 미국 녹스빌             |                         |              |        |
| 26 | 4분 20초 75  |      | Melissa Belote 캐서린 카 디나 디어더프 샌드라 닐슨                                                 | 미국           | 1972. 09. 03                                           | Olympic Games                         | FRG 뮌헨                |                         |              |        |
| 27 | 4분 16초 84  |      | 울리케 리히터 레나테 포겔 로제마리 코터 코르넬리아 엔더                                            | GDR            | 1973. 09. 04                                           | 제1회 세계 수영 선수권 대회           | 유고슬라비아 베오그라드 | Tašmajdan Sports Centre | [ 30 ]       |        |
| 28 | 4분 13초 78  |      | 울리케 리히터 레나테 포겔 로제마리 코터 코르넬리아 엔더                                            | 영국           | 1974. 08. 24                                           | European Championships                | 오스트리아 빈           |                         |              |        |
| 29 | 4분 13초 41  |      | 모니카 젤트만 카롤라 니치케 안드레아 폴락 바르바라 크라우제                                        | GDR            | 1976. 06. 05                                           | East German National Championships    | GDR 베를린              |                         | [ 31 ]       |        |
| 30 | 4분 07초 95  |      | 울리케 리히터 (1:02.23) 하넬로레 앙케 (1:10.15) 안드레아 폴락 (59.53) 코르넬리아 엔더 (56.04)      | GDR            | 1976. 07. 18                                           | Olympic Games                         | 캐나다 몬트리올         |                         |              |        |
| 31 | 4분 06초 67  |      | 리카 라이니슈 (1:01.51 =WR) 우테 게베니거 (1:09.46) 안드레아 폴락 (1:00.14) 카렌 메추크 (55.56)    | GDR            | 1980. 07. 20                                           | Olympic Games                         | 소련 모스크바           |                         |              |        |
| 32 | 4분 05초 88  |      | 크리스틴 오토 우테 게베니거 이네스 가이슬러 비르기트 마이네케                                      | GDR            | 1982. 08. 06                                           | World Championships                   | 에콰도르 과야킬         |                         |              |        |
| 33 | 4분 05초 79  |      | 이나 클레버 우테 게베니거 이네스 가이슬러 비르기트 마이네케                                        | 영국           | 1983. 08. 26                                           | European Championships                | 이탈리아 로마           |                         |              |        |
| 34 | 4분 03초 69  |      | 이나 클레버 (1:00.59 WR) 질비아 게라슈 (1:08.69) 이네스 가이슬러 (59.52) 비르기트 마이네케 (54.89) | GDR            | 1984. 08. 24                                           | Friendship Games                      | 소련 모스크바           |                         | [ 32 ]       |        |
| 35 | 4분 02초 54  |      | 리아 러블리스 (1:00.82) Anita Nall (1:08.67) 크리시 아먼레이턴 (58.58) 제니 톰프슨 (54.47)         | 미국           | 1992. 07. 30                                           | Olympic Games                         | 스페인 바르셀로나       |                         |              |        |
| 36 | 4분 01초 67  |      | 허츠훙 (1:00.16 WR) 다이궈훙 (1:09.04) 류리민 (58.66) 러징이 (53.81)                               | 중화인민공화국 | 1994. 09. 10                                           | World Championships                   | 이탈리아 로마           |                         | [ 33 ]       |        |
| 37 | 3분 58초 30  |      | 바버라 베드퍼드 (1:01.39) 메건 콴 (1:06.29) 제니 톰프슨 (57.25) 데어라 토러스 (53.37)              | 미국           | date = 틀:Dts 오류: '2000 09'는 유효한 연도가 아닙니다 | Olympic Games                         | 오스트레일리아 시드니   |                         | [ 34 ]       |        |
| 38 | 3분 57초 32  |      | 잔 루니 (1:01.18) 리즐 존스 (1:06.50) 페트리아 토머스 (56.67) 조디 헨리 52.97                      | 오스트레일리아 | 2004. 08. 21                                           | Olympic Games                         | 그리스 아테네           |                         | [ 35 ]       |        |
| 39 | 3분 56초 30  |      | 소피 에딩턴 (1:01.06) 리즐 존스 (1:05.51) 제시카 시퍼 (56.86) 리비 렌턴 (52.87)                    | 오스트레일리아 | 2006. 03. 21                                           | Commonwealth Games                    | 오스트레일리아 멜버른   |                         | [ 36 ]       |        |
| 40 | 3분 55초 74  |      | 에밀리 시봄 (1:00.79) 리즐 존스 (1:04.94) 제시카 시퍼 (57.18) 리비 렌턴 52.83                      | 오스트레일리아 | 2007. 03. 31                                           | World Championships                   | 오스트레일리아 멜버른   |                         | [ 37 ]       |        |
| 41 | 3분 52초 .69 |      | 에밀리 시봄 (59.33) 리즐 존스 (1:04.58) 제시카 시퍼 (56.25) 리비 트리킷 (52.53)                    | 오스트레일리아 | 2008. 08. 17                                           | Olympic Games                         | 중화인민공화국 베이징   |                         | [ 38 ]       |        |
| 42 | 3분 52초 19  |      | 자오징 (58.98) 천후이자 (1:04.12) 자오류양 (56.28) 리저쓰 (52.81)                                  | 중화인민공화국 | 2009. 08. 01                                           | World Championships                   | 이탈리아 로마           |                         | [ 39 ]       |        |
| 43 | 3분 52초 05  |      | 미시 프랭클린 (58.5) 리베카 소니 (1:04.82) 다나 볼머 (55.48) 앨리슨 슈밋 (53.25)                   | 미국           | 2012. 08. 04                                           | Olympic Games                         | 영국 런던               |                         |              |        |

### 쇼트 코스
| #  | 시간        | 차이     | 선수                                                                                                | 나라           | 날짜          | 대회명                                | 개최 도시             | 경기장'                       | 주석 및 기타 | 동영상 |
| 1  | 3분 5초 73  |          | 허츠훙 (1:00.31) 다이궈훙 (1:06.17) 류리민 (59.06) 러징이 (52.19)                                   | 중화인민공화국 | 1993. 12. 05  | World SC Championships                | 스페인 팔마데마요르카 |                               |              |        |
| 2  | 3분 57초 62 |          | 나카무라 마이 (59.27) 다나카 마사미 아오야마 아야리 미나모토 스미카                                 | 일본           | 1999. 04. 04} | World SC Championships                | 홍콩                  |                               |              |        |
| 3  | 3분 57초 46 |          | 코트니 실리 (58.75) 크리스티 코왈 (1:06.09) 키건 워클리 (59.28) 마리차 코레이아 (53.34)             | 미국           | 2000. 03. 17  | Women's NCAA Championships            | 미국 인디애나폴리스   |                               |              |        |
| 4  | 3분 55초 78 |          | 테레세 알스함마르 (1:00.74) 엠마 이겔스트룀 (1:04.90) 안나카린 캄멜링 (57.12) 요한나 셰베리 (53.02) | 스웨덴         | 2002. 04. 05  | World SC Championships                | 러시아 모스크바       |                               | [ 40 ]       |        |
| 5  | 3분 54초 95 |          | 소피 에딩턴 (59.37) 브룩 핸슨 (1:05.25) 제시카 시퍼 (58.28) 리즈베스 렌턴 (52.05)                   | 오스트레일리아 | 2004. 10. 09  | World SC Championships                | 미국 인디애나폴리스   |                               | [ 41 ]       |        |
| 6  | 3분 51초 84 |          | Tayliah Zimmer (58.54) Jade Edmistone (1:04.95) 제시카 시퍼 (56.36) 리즈베스 렌턴 (51.99)           | 오스트레일리아 | 2006. 08. 07  | World SC Championships                | 중화인민공화국 상하이 |                               | [ 42 ]       |        |
| 7  | 3분 51초 36 |          | 마거릿 홀저 (58.79) 제시카 하디 (1:03.98) 레이철 코미사즈 (55.93) 카라 덴비 (52.66)                 | 미국           | 2008. 04. 11  | 제9회 세계 쇼트 코스 수영 선수권 대회 | 영국 맨체스터         | 맨체스터 이브닝 뉴스 아레나   | [ 43 ]       |        |
| 8  | 3분 49초 45 |          | 케이티 머독 (56.88) Annamay Pierse (1:03.39) 오드레 라크루아 (57.29) 빅토리아 푼 (51.89)            | 캐나다         | 2009. 08. 09  | British Gas swimming Grand Prix       | 영국 리즈             | John Charles Centre for Sport |              |        |
| 9  | 3분 47초 97 |          | 마거릿 홀저 (57.47) 제시카 하디 (1:03.58) 다나 볼머 (54.37) 어맨다 위어 (52.55)                     | 미국           | 2009. 12. 18  | 듀얼 인 터 풀                         | 영국 맨체스터         | 맨체스터 수영 센터            |              |        |
| 10 | 3분 45초 56 | - 2.41초 | 내털리 코글린 (55.97) 리베카 소니 (1:02.91) 다나 볼머 (55.36) 미시 프랭클린 (51.32)                 | 미국           | 2011. 12. 16  | 듀얼 인 더 풀                         | 미국 애틀랜타         | 조지아공대 수영 센터          | [ 44 ]       |        |
| 11 | 3분 45초 20 | - 0.36초 | 코트니 바솔러뮤 (56.08) 케이티 마일리 (1:02.88) 켈시 워렐 (55.01) 시몬 마누엘 (51.23)               | 미국           | 2015. 12. 11  | 듀얼 인 더 풀                         | 미국 인디애나폴리스   |                               |              |        |
| 12 | 3분 40초41  |          | 레건 스미스(54.02) 릴리 킹(1:03.02) 그레첸 월시 (52.84) 케이트 더글라스(50.53)                      | 미국           | 2024. 12. 15  | 세계 선수권 대회                      | 헝가리 부다페스트     |                               | [ 45 ]       |        |

## 더 읽어 보기
수영 혼계영 400m 대한민국 기록 추이